# Raid del Telemark
Il raid del Telemark fu l'insieme delle azioni compiute dai British Commandos in Norvegia per eliminare l'acqua pesante necessaria per le armi nucleari naziste durante la seconda guerra mondiale.
Lo scopo di tali azioni fu la distruzione dell'impianto per la produzione di acqua pesante Norsk Hydro, sito nella contea di Telemark, avvenuto il 16 febbraio 1943. I nomi in codice delle operazioni furono: operazione Grouse per lo studio dell'impianto, operazione Freshman condotta da sabotatori della 1ª Divisione aviotrasportata britannica, e operazione Gunnerside, che portò alla distruzione dell'impianto da parte del gruppo Swallow.

## Storia
L'acqua pesante era indispensabile alla produzione della bomba atomica e il programma nucleare militare tedesco era in fase avanzata e necessitava della produzione di questo materiale. L'unico stato che nel 1939 produceva acqua pesante era la Norvegia, in particolare la Norsk Hydro a Rjukan; durante la seconda guerra mondiale la Norvegia era occupata dal regime nazista. Agli Alleati occorreva pertanto distruggere sia la produzione ultima sia l'impianto produttivo, per evitare che le scorte venissero reintegrate. Nel marzo 1940 il ministro della guerra francese, per negare la possibilità ai tedeschi di entrare in possesso dell'acqua pesante, mise a disposizione di un ufficiale del servizio segreto 50 milioni di franchi e una lettera di credito. L'ufficiale partì per la Norvegia e, arrivato a Rjukan, chiese direttamente al direttore dell'industria che produceva l'acqua pesante, Aubert, di consegnargli tutta l'acqua pesante che avevano prodotto, ovvero 185 chilogrammi. Aubert gli mise a disposizione la propria auto per tornare presso l'aeroporto dove lo aspettavano due aerei: uno venne fermato pensando che contenesse il prezioso carico, mentre l'altro riuscì a partire. Questa fu la prima volta che gli Alleati riuscirono in un'impresa del genere. I nazisti decisero quindi di occupare militarmente la fabbrica tra le montagne di Telemark.
Nel mentre, Winston Churchill, venuto a sapere che i nazisti erano in possesso dell'acqua pesante, decise di ordinare l'invio di British Commandos in modo tale da eliminare alla radice tale produzione. Vennero studiati ed elaborati dagli specialisti diversi piani, ma prima di tutto era necessario avere una squadra che riferisse quanto accadeva. Per questa prima missione (dal nome in codice operazione Grouse) vennero scelti due ufficiali inglesi (Jens-Anton Poulsson e Claus Helberg) e due sottufficiali norvegesi (Knut Haugland e Arne Kjelstrup), appartenenti al Kompani Linge. Il 15 ottobre 1942 alle 23:30 i quattro soldati si lanciarono con il paracadute sulle terre di Telemark, e precisamente sull'Hardangervidda, che a ottobre sono già innevate, mentre a Londra si stava preparando una squadra di paracadutisti: l'operazione Freshman. Questa venne condotta con un atterraggio d'assalto di alianti Airspeed Horsa, col quale gli incursori britannici tentarono di raggiungere l'impianto, ma gli alianti non raggiunsero l'obiettivo e il raid fu un fallimento.
In seguito vi fu l'operazione Gunnerside, il cui avvio era previsto per il 16 febbraio 1943. Il lancio avvenne come previsto e il 27 febbraio le truppe scesero per la valle di Rjukan e entrarono furtivamente nella fabbrica strettamente sorvegliata dai nazisti. Entrati nel locale della produzione piazzarono esplosivi che fecero saltare 1 500 chilogrammi di acqua pesante: anche questa seconda volta i nazisti si ritrovarono senza il prezioso materiale.

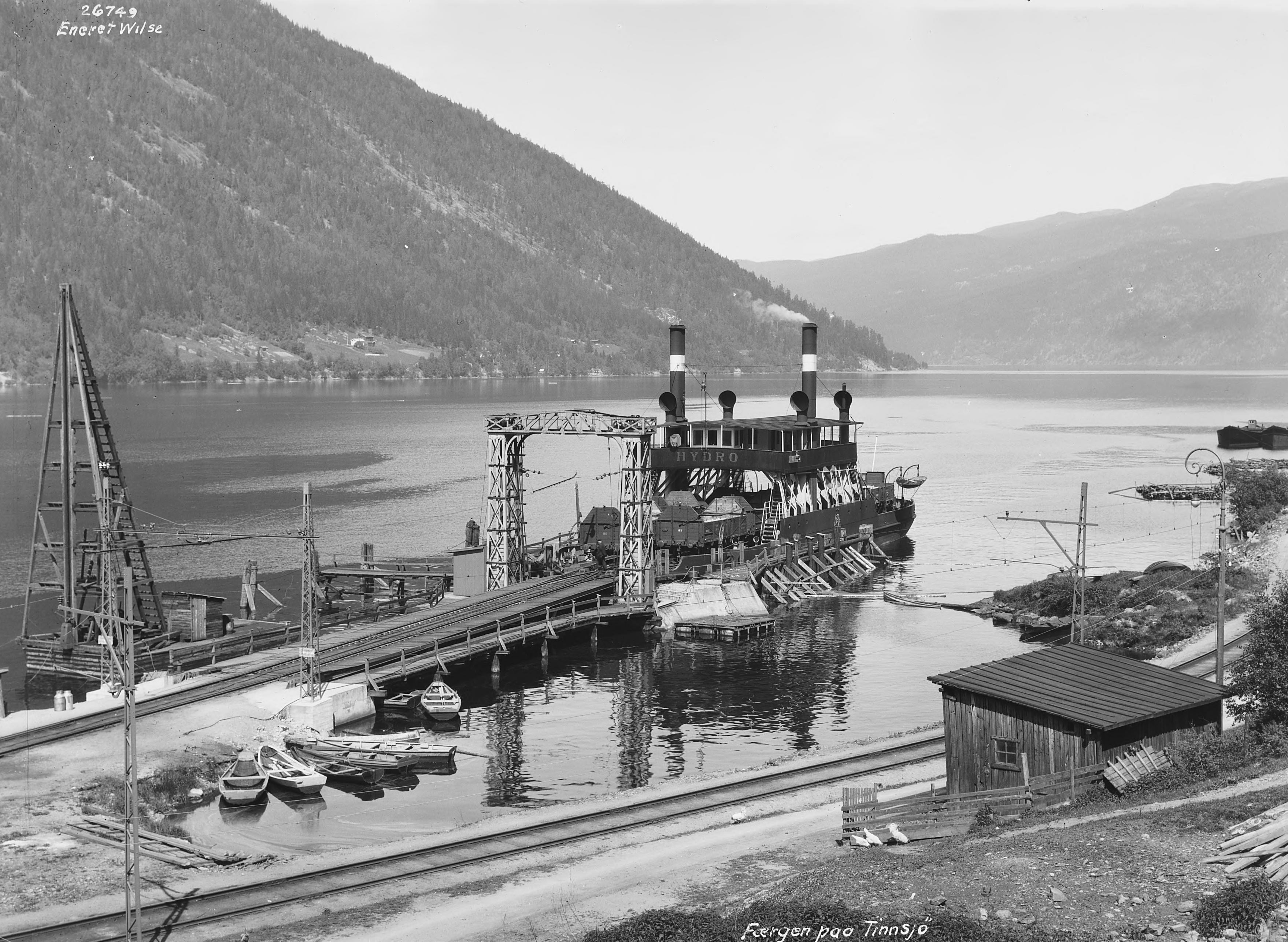
LHydro.

Vennero quindi elevate le difese all'impianto di produzione; circa 3 000 soldati vennero impiegati per la sorveglianza. Mentre sei soldati del commando percorrevano 400 chilometri con gli sci verso la Svezia, due di loro vennero lasciati sul luogo per seguire l'evolversi della situazione. Questi riferirono a Londra anche precise coordinate per un bombardamento che in seguito si effettuò. Non appena la produzione fu riavviata, l'USAAF effettuò una serie di bombardamenti su Vemork: 143 bombardieri pesanti B-17 fecero cadere 711 bombe, di cui almeno 600 presso l'impianto. Gli alleati si convinsero di aver distrutto quindi anche la seconda importante partita d'acqua pesante.
Non era così: la Germania stava spostando il prezioso carico di 10 000 litri d'acqua pesante. Churchill diede l'ordine di distruggere il convoglio. Il compito dell'operazione fu dato ai due soldati rimasti. Essi sanno che per il trasporto i tedeschi debbono utilizzare un treno, che però deve essere caricato sul ferry-boat Hydro per passare un tratto di fiordo. Sarà quello il momento adatto per piazzare dell'esplosivo per far saltare il convoglio. Il treno, sorvegliato dai soldati tedeschi, è anche osservato dall'alto da aeroplani. Dopo aver caricato il treno sul traghetto, questo prende il largo, mentre i due soldati (più uno che si era aggiunto al piccolo gruppo) riescono a salire a bordo con l'idea di piazzare un ordigno a tempo, utilizzando una sveglia. L'ora viene fissata per le 10:45, ovvero quando il traghetto si troverà nel punto maggiormente profondo, circa 300 metri, per eliminare la possibilità di un eventuale recupero del materiale. L’ora giunge ma l'esplosione non avviene nei tempi stabiliti; tuttavia alle 10:50 si ode un boato e il traghetto in pochi minuti viene risucchiato dalle acque in quanto squarciato da prua a poppa.
Dopo questo ultimo sabotaggio, gli interessi nazisti verso l'acqua pesante della Norsk Hydro vennero sospesi. Non è chiara l'implicazione di questo sabotaggio in funzione dell'effettivo stato di avanzamento della ricerca.
Nel 1993 il relitto del traghetto Hydro viene finalmente localizzato nel punto più profondo del lago Tinnsjå e successivamente nel 2004 la compagnia televisiva americana PBS organizza una spedizione storica-scientifica per ispezionare il relitto . Lo scopo era accertarsi in modo accurato circa l'effettiva presenza o meno di acqua pesante nel carico affondato; la speranza era quella di trovare intatti i contenitori all'interno del treno a bordo dell'Hydro e da questi prelevare dei campioni contenenti deuterio. Il risultato finale dell'analisi ha portato a una riconsiderazione circa lo stato di avanzamento della ricerca nucleare tedesca ma soprattutto ad alimentare ulteriori dubbi sulla reale possibilità che Hitler potesse arrivare a disporre della bomba atomica.
Alla luce dei fatti, la posizione rispetto al Raid di Telemark e all'Operazione Gunnerside è stata rivista nel tempo: l'identificazione di una quantità di deuterio molto ridotta a bordo dell'Hydro ha dimostrato il raggiungimento degli scopi dei vari sabotaggi, ma una più ampia valutazione congiunta tra capacità produttiva dello stabilimento di Vemork anche a pieno regime e documenti di spedizione dallo stabilimento unita alla scarsa concentrazione dell'acqua pesante porta a concludere che non fosse possibile in alcun modo che gli scienziati fossero in grado di rendere disponibile un'arma atomica a Hitler. Secondo il servizio della PBS, le operazioni militari alleate possono essere considerate tra le più efficaci condotte durante la Seconda Guerra Mondiale dal punto di vista del risultato tattico e strategico, ciononostante l'impegno di risorse e le perdite umane furono probabilmente esagerate se confrontate con l'effettiva minaccia.

## Protagonisti
Tra i membri partecipanti alle varie operazioni si citano:
Il primo agente che entrò nella fabbrica
- Einar Skinnarland

Il gruppo Grouse/Swallow
- Jens-Anton Poulsson
- Arne Kjelstrup
- Knut Haugland
- Claus Helberg

Il gruppo Gunnerside
- Joachim Holmboe Rønneberg
- Knut Haukelid
- Fredrik Kayser
- Kasper Idland
- Hans Storhaug
- Birger Strømsheim
- Leif Tronstad (scienziato e organizzatore del raid)

Il gruppo Lake Tinn
- Knut Haukelid, alias "Bonzo"
- Knut Klonteig
- Knut Lier-Hansen
- Rolf Sørlie (resistenza locale)
- Einar Skinnarland (operatore radio)
- Gunnar Syverstad (assistente alla pianificazione)
- Kjell Nielsen (piano di trasporto)
- ("Larsen") (ingegnere)
- (NN) (procuratore della vettura nonché autista)

## Cultura di massa
- Gli eroi di Telemark (The Heroes of Telemark), regia di Anthony Mann (1965)
- The Real Heroes of Telemark (2003) - documentario per la BBC[12]
- Hitler's Sunnken Secret (2004) - documentario della PBS[10]
- Saboteurs (2010) - Canzone dei Sabaton, tratta dall'album Coat of Arms, narra delle gesta dei commando Norvegesi, addestrati dal SOE (Special Operations Executive) britannico.
- The heavy water war (2015) - serie TV
- Nel videogioco Battlefield V del 2018, una versione romanzata degli eventi è rappresentata come parte di una missione single player conosciuta come "Nordlys" (aurora boreale in norvegese)
- La dodicesima missione del videogioco Commandos Origins (2025) "Operation Wave Breaker" ricalca la narrazione dagli eventi del raid, includendo persino il dettaglio relativo all'operazione di recupero degli occhiali di uno dei tecnici dell'impianto per la produzione di acqua pesante.